# Sympycnus congensis
Sympycnus congensis är en tvåvingeart som beskrevs av Charles Howard Curran 1929. Sympycnus congensis ingår i släktet Sympycnus och familjen styltflugor.
Artens utbredningsområde är Uganda. Inga underarter finns listade i Catalogue of Life.